# 1289
- Wikisource

| Calendário gregoriano                                                        | 1289 MCCLXXXIX                                       |
| Ab urbe condita                                                              | 2042                                                 |
| Calendário arménio                                                           | 738 – 739                                            |
| Calendário bahá'í                                                            | -555 – -554                                          |
| Calendário budista                                                           | 1833                                                 |
| Calendário chinês                                                            | 3985 – 3986 Início a 23 de janeiro (aproximadamente) |
| Calendário copta                                                             | 1005 – 1006                                          |
| Calendário etíope                                                            | 1281 – 1282                                          |
| Calendários hindus - Vikram Samvat - Calendário nacional indiano - Cáli Iuga | 1344 – 1345 1210 – 1211 4389 – 4390                  |
| Calendário Holoceno                                                          | 11289                                                |
| Calendário islâmico                                                          | 688 – 689                                            |
| Calendário judaico                                                           | 5049 – 5050                                          |
| Calendário persa                                                             | 667 – 668                                            |
| Calendário rúnico                                                            | 1539                                                 |
| Calendário solar tailandês                                                   | 1832                                                 |

1289 (MCCLXXXIX, na numeração romana) foi um ano comum do século XIII do Calendário Juliano, da Era de Cristo, a sua letra dominical foi B (52 semanas), teve início a um sábado e terminou também a um sábado.
| Ano completo                   |
| ------------------------------ |
| Ano comum com início ao sábado |

## Nascimentos
- Afonso Sanches, nobre português, filho bastardo do rei D. Dinis (m. 1329).

## Mortes
- Afonso Pires Ribeiro n. 1225, Senhor de Parada e um cavaleiro medieval, aristocrata e rico-homem português.